# Bill Hader
William Thomas "Bill" Hader Jr. (Tulsa, 7 de junho de 1978) é um ator, escritor, comediante e produtor norte-americano. 
Fez parte do elenco de Saturday Night Live até 2013 e é protagonista na série Barry, da HBO. Também é conhecido pelos seus papéis em diversos filmes de comédia como Superbad, Night at the Museum: Battle of the Smithsonian e Tropic Thunder. Hader anunciou na estreia do filme Paper Heart no dia 5 de agosto de 2009 que ele e sua esposa, Maggie Carey, estavam esperando um filho para o final de setembro. No dia 6 de outubro de 2009 nasceu sua filha Hannah Kathryn Hader. Ele interpretou Richie em It Chapter Two, de Stephen King, em setembro de 2019.
Assumiu em 2022 um relacionamento com Ali Wong.